# Station Grønvollfoss
Station Grønvollfoss is een voormalig station in Grønvollfoss in de gemeente Notodden in fylke Telemark  in  Noorwegen. Het oorspronkelijke station uit 1909 was  ontworpen door Thorvald Astrup. Dit werd gesloopt in 1975 waarna de bescheiden wachtruimte werd gebouwd die er nu nog staat.
Grønvollfoss ligt aan Tinnosbanen de spoorlijn die werd aangelegd als onderdeel van de transportlijn voor de fabriek van Norsk Hydro in Vemork. De fabriek werd in 1991 gesloten, waarna het treinverkeer werd gestaakt en het station werd gesloten. 